# Paul Stanley
Paul Stanley (New York, 20. siječnja 1952.), rođen kao Stanley Bert Eisen, je američki hard rock gitarist i pjevač za rock grupu Kiss. On je pisac većine grupinih hitova uključujući, "Love Gun", "Detroit Rock City", "Rock and Roll All Nite", "Hard Luck Woman", "I Was Made for Lovin' You", "Crazy Crazy Nights" i "Forever".

## Životopis
Prije nego što se pridružio lokalnoj grupi Wicked Lester, Paul Stanley je bio u lokalnoj grupi Rainbow (ne onoj Ritchie Blackmorea) i Uncle Joe. Preko međusobnog prijatelja Gene Simmonsa, Stanley se pridružio Simmonsovoj grupi Wicked Lester u ranim 70-ima. Grupa je snimila album 1971., ali nikad nije bio službeno izdan (iako su se neke pjesme pojavile na mix CD-u Kissa 2001.). Uskoro se Wicked Lester raspao pa su Stanley i Simmons stavili oglas u novine za gitarista i bubnjara u New York Times. Ovim putem su se grupi pridružili Peter Criss kao bubnjar i Ace Frehley kao gitarist, i nazvali su se Kiss. Kiss je izdao prvi istoimeni album u veljači 1974.
Paulova ličnost u Kiss-u je bila "The Starchild", noseći Spandex i visoke čizme.
U njegovoj knjizi Sex Money Kiss, Gene Simmons prihvaća da je Paul bio glavna sila Kiss-a za vrijeme nastupa bez šminke 80-ih, dok se Simmons osjećao izgubljenim bez njegove šminke Demon-a.
1999. Stanley je glumio u Toronto produkciji "Fantom Opere", u kojoj je igrao ulogu fantoma. 

## Nagrade
- bio je uključen u Long Island Music Hall of Fame u 2006.
- Stanley, zajedno s originalnim članovima Kiss, Gene Simmons, Peter Criss i Ace Frehley, primljen je u Rock and Roll Hall of Fame 2014. godine.